# Autostrada A6 (Rumunia)
Autostrada A6  w Rumunii – autostrada w Rumunii o planowanej długości 260 kilometów, z czego dziś od grudnia 2013 roku wykonane jest 10,5 kilometra trasy (ok. 4% całości) w pobliżu miasta Lugoj. Łączy się z autostradą A1.